# Sítula de Vače
La sítula de Vače ( esloveno : situla z Vač , también vaška situla ) es una sítula ceremonial ornamentada de bronce de la Edad del Hierro temprana encontrada en la segunda mitad del siglo XIX en el sitio arqueológico de Hallstatt en Vače en el centro de Eslovenia. Se cuenta entre las sítulas de este tipo de la más alta calidad en general y entre los artefactos arqueológicos más preciados del país. Data del siglo V a. C., se considera uno de las sítulas más antiguas de los ilirios del norte encontrados en la zona oriental de Hallstatt. La vasija tiene tres filas de relieves que muestran la vida ordinaria de la clase dominante y también reflejan la comprensión religiosa del mundo en ese momento. Está en exhibición en el Museo Nacional de Eslovenia.

## Descubrimiento
Fue descubierta por el agricultor Janez Grilc a principios de 1882 (por tradición oral el 17 de enero, pero muy probablemente en marzo de ese año). La sítula yacía a una profundidad de 1,5 metros (4 pies y 11 pulgadas). En el mismo año, después de que el director del Museo Provincial de Carniola (Kranjski deželni muzej), Karel Dežman, fuera informado sobre el hallazgo, fue comprada por un agente del museo por 18 florines y 20 kreutzers. Posteriormente, el museo estimó su valor en unos 6000 florines.

## Descripción
La sítula mide 23,8 centímetros (9,4 pulgadas) de alto y está hecha de tres piezas separadas de láminas de bronce, unidas con remaches de bronce. El soporte está hecho de alambre grueso torcido y tiene los extremos en forma de cabeza de pato estilizada. Fue hecho en técnica de repujado y puede haber sido utilizado como recipiente ritual para contener agua bendita. Su volumen se ha estimado en 2 litros (0,44 imp gal; 0,53 US gal).

### Frisos
La sítula está decorada con tres filas de bajorrelieves horizontalmente paralelas, que muestran guerreros, combates rituales y animales usando figuras pequeñas.
- La superior muestra una solemne procesión de guerreros a pie, a caballo y en dos carros.
- El del medio muestra el acontecimiento principal: primero un sacrificio de grano, seguido de una celebración, con cuatro dignos sentados en sus tronos y cada uno recibiendo regalos de otros hombres. A esto le sigue una escena que muestra la lucha ritual por un trofeo (un casco de olla con una cresta larga).
- El de abajo muestra ocho animales en fila: el primero es un león con cola de lobo, devorando una pata de animal, seguido de tres ciervas y cuatro cabras montesas.[3] Las dos filas superiores forman un continuo, similar a una epopeya. Los relieves de la vasija muestran influencias del arte etrusco.[4]

## Legado
Las pequeñas figuras extraídas de esta sítula se utilizan como gráficos de fondo en el pasaporte esloveno y se muestran ampliadas cinco veces en una réplica de bronce que se encuentra al comienzo del sendero arqueológico local de Vače, cuyos recorridos están dirigidos por un grupo de teatro familiar de Vače. Otros monumentos importantes a lo largo del sendero arqueológico son los cementerios de la Edad de Hierro en los barrancos de Ronkar (en esloveno: Ronkarjeve drage) y en los sitios de Reber, Nad Lazom y Drage, con un antiguo asentamiento en terrazas en los sitios de Spodnja Krona y Zgornja Krona.